# Ikarus 412T
Ikarus 412T – typ trolejbusu opartego na autobusie Ikarus 412. Nadwozie produkowano w zakładach Ikarus Karosszéria- és Járműgyár, a wyposażenie elektryczne wytwarzały firmy Ganz-Ansaldo, Kiepe i Obus. Ogółem wyprodukowano 20 egzemplarzy trolejbusów typu 412T, które dostarczono do Tallinna (5 sztuk) oraz do Budapesztu (15 sztuk). W 2014 r. budapeszteński przewoźnik BKV Zrt. przebudował dwa autobusy Ikarus 412 na trolejbusy; tak przebudowane pojazdy oznaczono jako Ikarus-BKV 412.81GT.

## Konstrukcja
Ikarus 412T to dwuosiowy trolejbus niskopodłogowy, wyposażony w troje drzwi umieszczonych po prawej stronie nadwozia.

## Dostawy
| Państwo        | Miasto         | Typ            | Lata dostaw    | Liczba | Numery taborowe |       |
| -------------- | -------------- | -------------- | -------------- | ------ | --------------- | ----- |
| Estonia        | Tallinn        | 412T           | 1999           | 5      | 310–314         | [ 3 ] |
| Węgry          | Budapeszt      | 412T           | 1999–2002      | 15     | 700–714         | [ 4 ] |
| Węgry          | Budapeszt      | 412.81GT       | 2014           | 2      | 720–721         | [ 5 ] |
| Łączna liczba: | Łączna liczba: | Łączna liczba: | Łączna liczba: | 22     |                 |       |

## Eksploatacja

### Tallinn
Eksploatację pięciu zakupionych przez Tallinn trolejbusów typu 412T rozpoczęto w 1999 r. Pojazdy otrzymały numery taborowe z zakresu 310-314 i polakierowane zostały w niebiesko-białe barwy miejscowego przewoźnika. Trolejbusy eksploatowano liniowo do 2012 r. W 2015 r. zezłomowano egzemplarze nr 311-314.

### Budapeszt
Na przełomie XX i XXI w., wobec pogarszającego się stanu technicznego budapeszteńskiego taboru trolejbusowego, podjęta została decyzja o zakupie nowych pojazdów. W związku z typ przedsiębiorstwo BKV rozpisało przetarg na 15 nowych trolejbusów, który rozstrzygnięto na korzyść konsorcjum IkarusBus-Obus-Kiepe. Dostawy trolejbusów typu 412T trwały od maja do lipca 2002 r. Jeden z zakupionych przez Budapeszt trolejbusów przeszedł wiosną 2003 r. jazdy próbne w Debreczynie.
W 2013 r. firma BKV Zrt ogłosiła chęć zbudowania dwóch trolejbusów Ikarus 412GT. Trolejbusy te powstały w wyniku zamontowania wyposażenia elektrycznego z trolejbusów Ikarus 280T w wycofanych z eksploatacji autobusach Ikarus 412. Tak przebudowane pojazdy rozpoczęły kursowanie w 2016 r.